# Bogård
Med bogård avses vanligen den mur, inhägnad eller avskiljning av trä, som omger en kyrkogård. Bogård är ett äldre ord för kyrkogård.